# Победнице европских првенстава у атлетици у дворани — 60 метара препоне
Освајачице медаља на европским првенствима у атлетици у дворани у дисциплини трчања на 60 метара са препонама, која је у програму од првог Европског првенства у дворани одржаном 1966. у Дортмунду, приказане су у следећој табели. Постигнути резултати су приказни у секундама. У почетним фазама такмичења Европских првенстава у дворани (тада званим: Европске игре у дворани) најкраће спринтерске трке преко препона су зависиле од величине саме дворане. Тако да се, уместо трка на 60 метара са препонама, на првенствима 1967, 1968, 1969, 1972. и 1981. трчало на 50 метара са препонама. Доње табеле збрајају медаље са трка на 50 и 60 метара са препонама.
Најуспешнија атлетичарка, после 41 европског првенства, је Карин Блазер из Источне Немачке са 5 освојених златних медаља. Од земаља најуспешније је Источна Немачка са укупно 22 медаље, од чега 14 златних, 7 сребрних и 1 бронзана.
Рекорд европских првенстава у трци на 60 метара са препонама у дворани држи Дитађи Камбунђи из Швајцарске са 7,67 секунди које је истрчала у финалној трци Европског првенства 2025. у Апелдорну. Овај резултат је уједно и нови европски рекорд у дворани. На 50 метара са препонама најбрже је трчала Зофија Филип-Бјелчук из Пољске када је победила у финалу Европског првенства у дворани у Греноблу 1981. са резултатом 6,74 секунди.

## Освајачице медаља на европским првенствима у дворани
| ЕП                                              |                                       | Резултат      |                                       | Резултат |                                        | Резултат |
| Дортмунд 1966                                   | Ирина Прес · Совјетски Савез          | 8,1 РЕП       | Гундула Дил · Источна Немачка         | 8,4      | Инге Шел · Западна Немачка             | 8,4      |
| Праг 1967 (трка на 50 метара препоне)           | Карин Блазер · Источна Немачка        | 6,9 РЕП       | Власта Зајфертова · Чехословачка      | 7,0      | Инге Шел · Западна Немачка             | 7,1      |
| Мадрид 1968 (трка на 50 метара препоне)         | Карин Блазер · Источна Немачка        | 7,03          | Бербел Подесва · Источна Немачка      | 7,07     | Људмила Левијева · Совјетски Савез     | 7,09     |
| Београд 1969 (трка на 50 метара препоне)        | Карин Блазер · Источна Немачка        | 7,2           | Мета Антенен · Швајцарска             | 6,6      | Кристине Перера · Уједињено Краљевство | 6,7      |
| Беч 1970 детаљи                                 | Карин Блазер · Источна Немачка        | 8,2           | Лиа Китрина · Совјетски Савез         | 8,2      | Тереза Сукнијевић · Пољска             | 8,5      |
| Софија 1971 детаљи                              | Карин Блазер · Источна Немачка        | 8,1 =РЕП      | Анели Ерхард · Источна Немачка        | 8,1      | Тереза Сукнијевић · Пољска             | 8,3      |
| Гренобл 1972 детаљи (трка на 50 метара препоне) | Анели Ерхард · Источна Немачка        | 6,85 РЕП      | Тереза Сукнијевић · Пољска            | 6,94     | Гражина Рабштин · Пољска               | 7,05     |
| Ротердам 1973 детаљи                            | Анели Ерхард · Источна Немачка        | 8,02 РЕП      | Валерија Буфану · Румунија            | 8,16     | Тереза Новак · Пољска                  | 8,23     |
| Гетеборг 1974 детаљи                            | Анерозе Фидлер · Источна Немачка      | 8,08          | Гражина Рабштин · Пољска              | 8,08     | Мета Антенен · Швајцарска              | 8,19     |
| Катовице 1975 детаљи                            | Гражина Рабштин · Пољска              | 8,04          | Анели Ерхард · Источна Немачка        | 8,12     | Татјана Анисимова · Совјетски Савез    | 8,21     |
| Минхен 1976 детаљи                              | Гражина Рабштин · Пољска              | 7,96 РЕП      | Наталија Лебедева · Совјетски Савез   | 8,08     | Божена Новаковска · Пољска             | 8,14     |
| Сан Себастијан 1977 детаљи                      | Љубов Никитенко · Совјетски Савез     | 8,29          | Зофија Филип · Пољска                 | 8,34     | Рита Ботиљери · Италија                | 8,39     |
| Милано 1978 детаљи                              | Јохана Клир · Источна Немачка         | 7,94 РЕП      | Гражина Рабштин · Пољска              | 8,07     | Силвија Кемпин · Западна Немачка       | 8,15     |
| Беч 1979 детаљи                                 | Данута Перка · Пољска                 | 7,95          | Гражина Рабштин · Пољска              | 8,00     | Нина Моргулина · Совјетски Савез       | 8,09     |
| Зинделфинген 1980 детаљи                        | Зофија Филип-Бјелчук · Пољска         | 7,77 СР, РЕП  | Гражина Рабштин · Пољска              | 7,89     | Наталија Лебедева · Совјетски Савез    | 8,04     |
| Гренобл 1981 (трка на 50 метара препоне)        | Зофија Филип-Бјелчук · Пољска         | 6,74 =СР, РЕП | Марија Кеменчежи · Совјетски Савез    | 6,80     | Татјана Анисимова · Совјетски Савез    | 6,81     |
| Милано 1982 детаљи                              | Керстин Кнабе · Источна Немачка       | 7,98          | Бетине Герц · Источна Немачка         | 8,00     | Татјана Анисимова · Совјетски Савез    | 8,09     |
| Будимпешта 1983 детаљи                          | Бетине Герц-Јан · Источна Немачка     | 7,75 РЕП      | Керстин Кнабе · Источна Немачка       | 7,96     | Татјана Маљувањец · Совјетски Савез    | 8,07     |
| Гетеборг 1984 детаљи                            | Лусина Калек · Пољска                 | 7,96          | Вера Акимова · Совјетски Савез        | 7,99     | Јорданка Донкова Бугарска              | 8,09     |
| Пиреј 1985 детаљи                               | Корнелија Ошкенат · Источна Немачка   | 7,90          | Гинка Загорчева · Бугарска            | 8,02     | Ан Пикеро · Француска                  | 8,03     |
| Мадрид 1986 детаљи                              | Корнелија Ошкенат · Источна Немачка   | 7,79          | Ан Пикеро · Француска                 | 7,89     | Керстин Кнабе · Источна Немачка        | 7,90     |
| Лијевен 1987 детаљи                             | Јорданка Донкова · Бугарска           | 7,79          | Глорија Ујбел · Источна Немачка       | 7,89     | Гинка Загорчева · Бугарска             | 7,92     |
| Будимпешта 1988 детаљи                          | Корнелија Ошкенат · Источна Немачка   | 7,77          | Марјан Олислагер · Холандија          | 7,92     | Михаела Погачан · Румунија             | 7,92     |
| Хаг 1989 детаљи                                 | Јорданка Донкова · Бугарска           | 7,87          | Људмила Нарожиленко · Совјетски Савез | 7,94     | Габријеле Липе · Западна Немачка       | 7,96     |
| Глазгов 1990 детаљи                             | Људмила Нарожиленко · Совјетски Савез | 7,74 РЕП      | Моник Еванже-Епе · Француска          | 7,84     | Михаела Погачан · Румунија             | 7,99     |
| Ђенова 1992 детаљи                              | Људмила Нарожиленко · Уједињени тим   | 7,82          | Моник Еванже-Епе · Француска          | 7,99     | Јорданка Донкова · Бугарска            | 8,03     |
| Париз 1994 детаљи                               | Јорданка Донкова · Бугарска           | 7,85          | Ева Соколова · Русија                 | 7,89     | Ан Пикеро · Француска                  | 7,91     |
| Стокхолм 1996 детаљи                            | Патрисија Жирар-Лено · Француска      | 7,89          | Бригита Буковец · Словенија           | 7,90     | Моник Еванже-Епе-Туре · Француска      | 8,09     |
| Валенсија 1998 детаљи                           | Патрисија Жирар-Лено · Француска      | 7,85          | Светлана Лаукова · Русија             | 8,01     | Дајан Алагрин · Уједињено Краљевство   | 8,02     |
| Гент 2000 детаљи                                | Линда Ферга · Француска               | 7,88          | Патрисија Жирар-Лено · Француска      | 7,98     | Олена Красовска · Украјина             | 8,03     |
| Беч 2002 детаљи                                 | Линда Ферга · Француска               | 7,96          | Кирстен Болм · Немачка                | 7,97     | Патрисија Жирар-Лено · Француска       | 7,98     |
| Мадрид 2005 детаљи                              | Сузана Калур · Шведска                | 7,80          | Џени Калур · Шведска                  | 7,99     | Кирстен Болм · Немачка                 | 8,00     |
| Бирмингем 2007 детаљи                           | Сузана Калур · Шведска                | 7,87          | Александра Антонова · Русија          | 7,94     | Кирстен Болм · Немачка                 | 7,97     |
| Торино 2009 детаљи                              | Елин Берингс · Белгија                | 7,92          | Луцие Шкробакова · Чешка              | 7,95     | Дервал О'Рурк · Ирска                  | 7,97     |
| Париз 2011 детаљи                               | Каролин Нитра · Немачка               | 7,80          | Тифани Офили · Уједињено Краљевство   | 7,80     | Кристина Вукићевић · Норвешка          | 7,83     |
| Гетеборг 2013 детаљи                            | Алина Талај · Белорусија              | 7,94          | Вероника Борси · Италија              | 7,94     | Дервал О'Рурк · Ирска                  | 7,95     |
| Праг 2015 детаљи                                | Алина Талај · Белорусија              | 7,85          | Луси Хотон · Уједињено Краљевство     | 7,90     | Серита Соломон · Уједињено Краљевство  | 7,93     |
| Београд 2017 детаљи                             | Синди Роледер · Немачка               | 7,88          | Алина Талај · Белорусија              | 7,92     | Памела Дуткијевић · Немачка            | 7,95     |
| Глазгов 2019 детаљи                             | Надин Висер · Холандија               | 7,87          | Синди Роледер · Немачка               | 7,97     | Елвира Херман · Белорусија             | 8,00     |
| Торуњ 2021 детаљи                               | Надин Висер · Холандија               | 7,77          | Синди Сембер · Уједињено Краљевство   | 7,89     | Тифани Портер · Уједињено Краљевство   | 7,92     |
| Истанбул 2023 детаљи                            | Рита Хурске · Финска                  | 7,79          | Надин Висер · Холандија               | 7,84     | Дитађи Камбунђи · Швајцарска           | 7,91     |
| Апелдорн 2025 детаљи                            | Дитађи Камбунђи · Швајцарска          | 7,67 РЕП ЕР   | Надин Висер · Холандија               | 7,72     | Пиа Скржишовска · Пољска               | 7,83     |
| Валенсија 2027                                  |                                       |               |                                       |          |                                        |          |

## Биланс медаља
| Ранг | Држава               |    |    |    |     |
| ---- | -------------------- | -- | -- | -- | --- |
| 1.   | Источна Немачка      | 14 | 7  | 1  | 22  |
| 2.   | Пољска               | 6  | 6  | 6  | 18  |
| 3.   | Француска            | 4  | 4  | 4  | 12  |
| 4.   | Совјетски Савез      | 3  | 5  | 7  | 15  |
| 5.   | Бугарска             | 3  | 1  | 3  | 7   |
| 6.   | Холандија            | 2  | 3  | 0  | 5   |
| 7.   | Немачка              | 2  | 2  | 3  | 7   |
| 8.   | Белорусија           | 2  | 1  | 1  | 4   |
| 9.   | Шведска              | 2  | 1  | 0  | 3   |
| 10.  | Швајцарска           | 1  | 1  | 2  | 4   |
| 11.  | Уједињени тим        | 1  | 0  | 0  | 1   |
| 11.  | Белгија              | 1  | 0  | 0  | 1   |
| 11.  | Финска               | 1  | 0  | 0  | 1   |
| 14.  | Уједињено Краљевство | 0  | 3  | 4  | 7   |
| 15.  | Русија               | 0  | 3  | 0  | 3   |
| 16.  | Румунија             | 0  | 1  | 2  | 3   |
| 17.  | Италија              | 0  | 1  | 1  | 2   |
| 18.  | Чехословачка         | 0  | 1  | 0  | 1   |
| 18.  | Словенија            | 0  | 1  | 0  | 1   |
| 18.  | Чешка                | 0  | 1  | 0  | 1   |
| 21.  | Западна Немачка      | 0  | 0  | 4  | 4   |
| 22.  | Ирска                | 0  | 0  | 2  | 2   |
| 23.  | Украјина             | 0  | 0  | 1  | 1   |
| 23.  | Норвешка             | 0  | 0  | 1  | 1   |
|      | Укупно (24)          | 42 | 42 | 42 | 126 |

| Ранг | Атлетичар            | Држава                          |   |   |   |   |
| ---- | -------------------- | ------------------------------- | - | - | - | - |
| 1.   | Карин Блазер         | Источна Немачка                 | 5 | 0 | 0 | 5 |
| 2.   | Јорданка Донкова     | Бугарска                        | 3 | 0 | 2 | 5 |
| 3.   | Корнелија Ошкенат    | Источна Немачка                 | 3 | 0 | 0 | 3 |
| 4.   | Гражина Рабштин      | Пољска                          | 2 | 4 | 1 | 7 |
| 5.   | Анели Ерхард         | Источна Немачка                 | 2 | 2 | 0 | 4 |
| 5.   | Надин Висер          | Холандија                       | 2 | 2 | 0 | 4 |
| 7.   | Патрисија Жирар-Лено | Француска                       | 2 | 1 | 1 | 4 |
| 8.   | Зофија Филип-Бјелчук | Пољска                          | 2 | 1 | 0 | 3 |
| 8.   | Људмила Нарожиленко  | Совјетски Савез · Уједињени тим | 2 | 1 | 0 | 3 |
| 8.   | Алина Талај          | Белорусија                      | 2 | 1 | 0 | 3 |
| 11.  | Линда Ферга          | Француска                       | 2 | 0 | 0 | 2 |
| 11.  | Сузана Калур         | Шведска                         | 2 | 0 | 0 | 2 |
| 13.  | Керстин Кнабе        | Источна Немачка                 | 1 | 1 | 1 | 3 |
| 14.  | Бетине Герц-Јан      | Источна Немачка                 | 1 | 1 | 0 | 2 |
| 14.  | Синди Роледер        | Немачка                         | 1 | 1 | 0 | 2 |
| 16.  | Дитађи Камбунђи      | Швајцарска                      | 1 | 0 | 1 | 2 |
| 17.  | Моник Еванже-Епе     | Француска                       | 0 | 2 | 1 | 3 |
| 18.  | Тереза Сукнијевић    | Пољска                          | 0 | 1 | 2 | 3 |
| 18.  | Ан Пикеро            | Француска                       | 0 | 1 | 2 | 3 |
| 18.  | Кирстен Болм         | Немачка                         | 0 | 1 | 2 | 3 |
| 21.  | Мета Антенен         | Швајцарска                      | 0 | 1 | 1 | 2 |
| 21.  | Наталија Лебедева    | Совјетски Савез                 | 0 | 1 | 1 | 2 |
| 21.  | Гинка Загорчева      | Бугарска                        | 0 | 1 | 1 | 2 |
| 21.  | Тифани Офили-Портер  | Уједињено Краљевство            | 0 | 1 | 1 | 2 |
| 25.  | Татјана Анисимова    | Совјетски Савез                 | 0 | 0 | 3 | 3 |
| 26.  | Инге Шел             | Западна Немачка                 | 0 | 0 | 2 | 2 |
| 26.  | Михаела Погачан      | Румунија                        | 0 | 0 | 2 | 2 |
| 26.  | Дервал О'Рурк        | Ирска                           | 0 | 0 | 2 | 2 |